# شاكر القيم
شاكر القيم (1865م ـ ؟) سياسي سوري ،اول وزير للنافعة ( الأشغال العامة والإسكان) في سوريا ،واول وزير للتجارة الداخلية وحماية المستهلك في سوريا، واول وزير للزراعة في سوريا. وهو احد أعضاء الحزب الوطني السوري .

## ولادته وتحصيله
ولد شاكر القيم (1865م ـ ؟)، حاصل شهادة الطب من الكلية السورية( جامعة دمشق).

## عمله ووظائفه
رئيس المهندسين ومدير شركة الحافلات الكهربائية - الترامواي (دمشق)، عُين شاكر القيم في هذا المنصب القيادي عند بدء أعمال الشركة في دمشق،استلم ثلاثة حقائب وزارية وهي وزير للنافعة ( الأشغال العامة والإسكان) ،وزير للتجارة وهي معروفة الان التجارة الداخلية وحماية المستهلك،وزير للزراعة في حكومة جميل الألشي الأولى 1920.

## الاوسمة و التكريمات
وسام الشرف للاستحقاق السوري من الدرجة الأولى.